# الجمهورية الرومانية
الجمهورية الرومانية (باللاتينية: Res publica Romana) هي الطور الثاني لدولة الروم، بدأت بعد انهيار المملكة الرومانية (الذي يعتقد أنه وقع في عام 509 ق م) واستمرَّت حتى أستلم الإمبراطور أغسطس مقاليد الحكم وجعلها قيصرية وراثية في عام 27 ق م.
كانت الروم في أول أمرها خليط من العشائر اللاتينية والاترورية وتأثرت باليونانيين والأوسكانيين والسابينيين، ونرا ذلك جلياً في الديانة الرومانية القديمة. تبلور التنظيم السياسي للجمهورية بنفس وقت الديموقراطية المباشرة في اليونان القديمة  مع مجموعة من المناصب السنوية والجمعية، يُشرف عليها من قبل مجلس الشيوخ. وكانت تقام انتخابات سنوية، لكن النظام الجمهوري كان أوليغاركياً وليس ديموقراطياً ؛يهيمن عليه طائفة من ذوي الشرف والسيادة التي أحتكرت المناصب والوظائف وجعلتها دُوْلةً بينها وإرثاً لأبنائها. أبتدعوا مناصب وأعمالاً عديدة لغراض مختلفة حسب الظروف التي واجهتها كإبتداع منصب الحاكم البديل لحكم مقاطعتها المفتوحة وتحول بنية مجلس الشيوخ.
في طور الجمهورية كان للروم أعداء كثر؛ كان أعداؤها الأوائل جيرانها اللاتينيون والاتروريون، وكذلك الغاليون، الذين نهبوا رومية الكبرى سنة 387 ق.م. فقاموا من نكبتهم، وتمكنوا وأتموا فتح شبه الجزيرة الايطالية خلال قرن وهكذا صارت دولة عظيمة. كان خصمها ونداً لها قرطاج التي خاضت ضدها ثلاث حروب وفي سنة 202 ق.م غلبت روما قرطاج في معركة زامة، وبهذا النصر صارت دولتهم عزيزةً ظاهرة  ودخلت في أملاكهم بلاد الغال وجزائر البحر المتوسط وآسية الصغرى واليونان والمغرب ومصر والشام. كل ذلك تم بعد أن هزموا فيليب الخامس وبيرسيوس ملكا مقدونية ، انطيوخوس الثالث السلوقي، فيرياتوس اللوسيتاني، يوغرطة النوميدي، ميثراداتس السادس ملك البنطس، فارسانجيتوراكس ملك الغال، وكليوباترا البطلمية ملكة مصر.
في الداخل، خلال صراع الطبقات، البطارقة، الطبقة الاوليغاركية المغلقة، دخلت بصراع مع عوام بقية المواطنين الأكثر عددا (plebs) تم حل هذ الصراع سلمياً بواسطة تحقيق العوام المساواة السياسية بالقرن الرابع قبل الميلاد. خلال الفترة الجمهورية المتأخرة، من عام 133 ق.م فصاعدا شهدت روما نزاعات داخلية كبيرة والذي كان يرى في المدرسة التاريخية التقليدية على أنه صراع بين الاوبتيميتس والببيولاريس اللذان كانا يشيران اصطلاحا الى السياسيون المحافظون والاصلاحيون تواليا. تسببت الحرب الاجتماعية بين روما وحلفاؤها الايطاليون حول مسألة المواطنة والسيادة الرومانية بتوسع نطاق العنف الداخلي بشكل كبير. بينما ساهمت العبودية الجماعية وسياقها القانوني في حروب العبيد الثلاثة. ادى اقتران التوتر الداخلي مع الطموحات الخارجية الى حروب أهلية اخرى. كان اولها بين ماريوس وسولا وبعد ذلك بجيل وقعت الجمهورية في حرب اهلية جديدة بعام 49 ق.م بين يوليوس قيصر وبومبي وعلى الرغم من انتصاره وتعيينه دكتاتور مدى الحياة اغتيل قيصر في 44 ق.م. تمكن وريث قيصر اوكتافيان ورفيقه مارك انتوني من هزيمة قاتلي قيصر 42 ق.م، لكنهما انقسما فيما بعد. هزيمة انتوني وحليفته كليوباترا في معركة اكتيوم في 31 ق.م، ومنح مجلس الشيوخ اوكتافيان لسلطات استثنائية كأغسطس في 27 ق.م – والذي جعله فعلياً اول امبراطور روماني— مثل نهاية الجمهورية.

## التاريخ العسكري
ثمة جدلٌ كبير حول الأسباب الحقيقيَّة وراء الصِراعات والغزوات العسكرية الرومانية الأولى. يُمكِن النظر إلى هذه الحروب على أنَّها كانت مدفوعة بالرَّغبة بالسيطرة والنفوذ، إلا أنَّ مُعظَم المؤرخين يأخذونها من منظورٍ مختلف كثيراً. فهُم يعتقدون أن الدوافع وراء توسُّع روما جاءت نتيجة عوامل دفاعية طويلة الأمد (لها علاقةٌ بعلاقات روما السياسية مع دويلات المدن الأخرى في إيطاليا). نجحت روما في بداية تاريخها بحماية نفسها من التهديدات الخارجيَّة القادمة من وسط وشمال إيطاليا، ولأنها أثبتت ذلك قوَّتها، بدأت دويلات المُدن المجاورة بمحاولة التحالف معها أملاً بالحصول على الحماية والأمان. لذلك فإنَّ الجمهورية الرومانية المبكِّرة لم تكن «دولة» بالمعنى الحديث، وإنَّما تحالفاً يضمُّ تحت مظلَّته مدناً مستقلَّة لدى كلٍّ منها حكومتها الخاصَّة بها (بأسلوبٍ يشبه السُّلطة الإغريقية التي عايَشت الفترة نفسها)، وقد تمتَّعت كل من هذه المُدن بمقدار مختلف من الاستقلالية، لكنها كانت بالعُموم تحت قيادة روما. بصورة عامة، كانت مُعظم الحروب الأولى التي خاضتها الجمهورية الرومانية موجَّهة نحو استرجاع المُدن التابعة لها أو الدفاع عنها، عوضاً عن غزو مدن جديدة. لكنَّ انتصاراتها المتكرِّرة جعلت المُدن المحيطة بها تضعف بالتدريج، ومع اشتداد تأثير روما السياسي والثقافي، أخذت هذه المُدن تندمج بها شيئاً فشيئاً. فقد أخذ المستوطنون الرُّومان الأثرياء بالاستقرار في المدن المحيطة وشراء الأراضي والممتلكات بها، وأخذ التجار يؤسِّسون لهم أعمالاً تجارية في هذه المدن. ولأن التحالف مع روما كان يوفِّر الحماية والاستقرار، فقد سارعت المزيد من المدن للانضمام إلى الجمهورية.

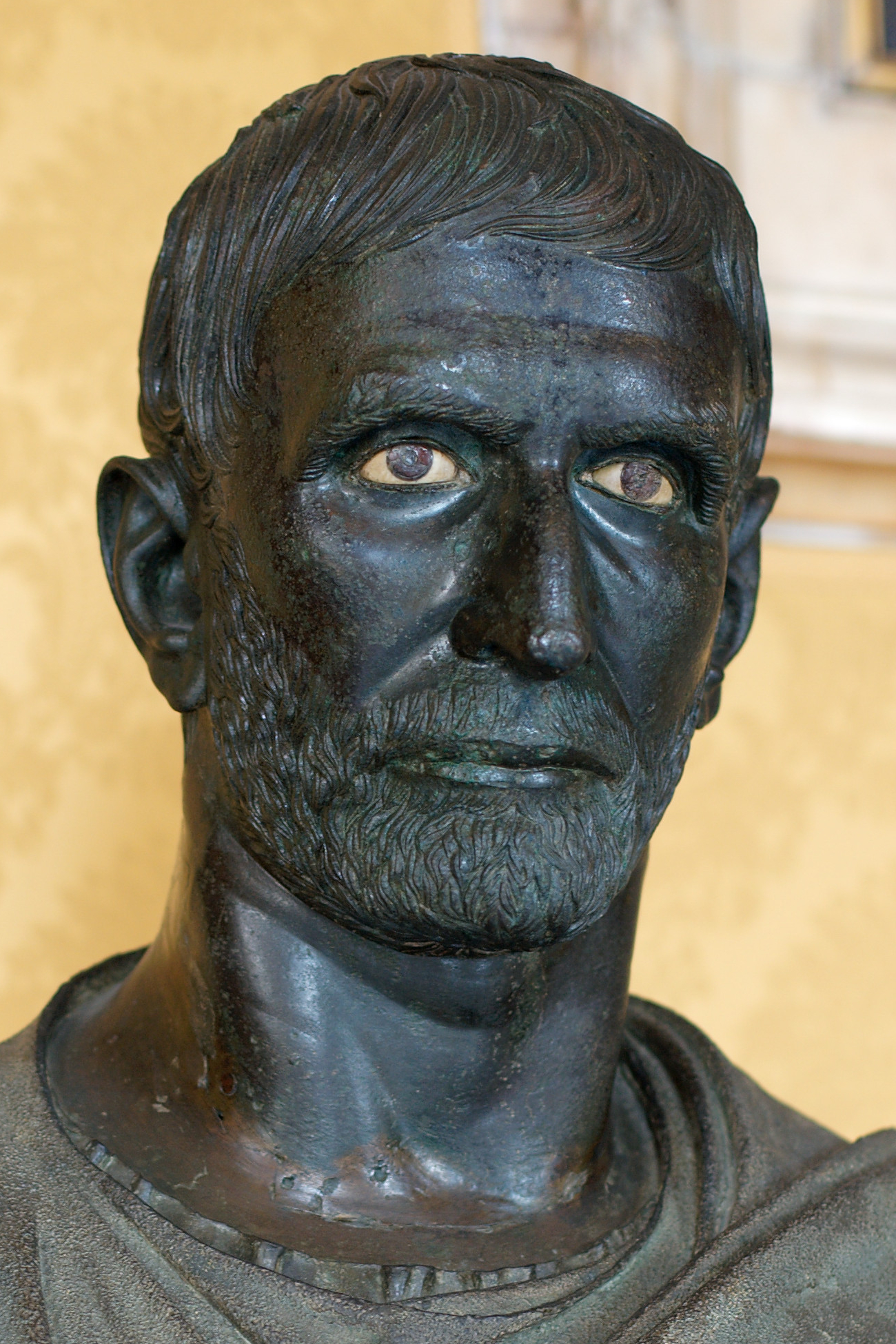
"بروتوس كابيتولين" تمثال نصفي ربما يمثل لوشيوس جونيوس بروتوس مؤسس الجمهورية والذي قاد ثورة ضد اخر ملوك روما

مع أنَّ هذا التحالف جعل روما قوَّة كبيرة في المنطقة، إلا أنَّه أيضاً جعلها منافسةً محتملة للدول الكبرى الأخرى من حولها، وبالتالي فقد ازداد أعداؤها فعلياً. مع ذلك، كانت هُناك المزيد من دويلات المُدن التي تسعى للتحالف مع روما سعياً للحماية وتجنُّباً للحروب. وبصورةٍ عامة، فإنَّ التحالف الروماني هذا لم يبدأ بالتطوُّر إلى دولة قديمة حقيقية تتوسَّع بالحروب والصِّراعات حتى نهاية الحرب البونيقية الثانية (رغم وُجود بعض الاستثناءات من هذه القاعدة، مثل الاستيلاء على جزيرة صقلية بعد الحرب البونيقية الأولى). بدأ هذا التحوُّل بشكل أساسي من مُدن جنوب إيطاليا التي تحالفت مع حنبعل القرطاجي، أما التوسُّعات الرومانية في إسبانيا وبلاد الغال - من جهةٍ أخرى - فقد ظلَّت خليطاً من الحروب والتحالفات السلمية في آنٍ واحد. حتى القرن الثاني قبل الميلاد كان وُجود روما في بلاد شرق اليونان مقتصراً على التحالفات السلمية، إلا أنَّ تلك التحالفات وضعت روما في هذه المرَّة أمام قوى كبرى مُعادلة لها. بحسب المؤرِّخ بوليبيوس أخذت سيطرة روما على شرق اليونان أقلَّ من قرن، وكانت مدفوعة بطلبات المُدن الإغريقية الساعية للتحالف لحماية نفسها من مملكة مقدونيا والإمبراطورية السلوقية، والوضع غير المستقر الذي نتج عن تداعي المملكة البطلمية في مصر. على عكس باقي أجزاء أوروبا، كانت اليونان قد خضعت - بحلول هذا الوقت - لحُكم إمبراطوريَّاتٍ ودولٍ كبرى لقرون، لكنَّها شهدت حروباً متكرِّرة أضعفتها واستنزفت قواها، بحيث أصبح هُناك فراغ لا يُمكن إلا لقوَّةٍ مثل روما أن تملأه. لا يعتبر المؤرِّخون أنَّ اتساع نفوذ روما في شرق العالم القديم - مثل الحال مع غربه - كان مدفوعاً بالرَّغبة ببناء إمبراطورية ضخمة، بل كان محض إستراتيجية بسيطة لحلِّ أزماتٍ آنية وقصيرة الأمد في المنطقة، نتجت عن عدم استقرارٍ وانعدام توازن بين القوى. باستثناء مناطق قليلة تم حُكمها عسكرياً، كانت الغالبية العُظمى من مساحة الجمهورية الرومانية قد تشكَّلت بتحالفات بين دويلات مُدن وممالك مستقلَّة، وظلَّت الحال كذلك حتى تحوُّلها إلى مرحلة الإمبراطورية الرومانية، إذ لم يتم تقسيم الدولة إلى ولاياتٍ تحكُمها روما بنظام إدارة مركزي حتى عهد الإمبراطورية.

### الجمهورية المبكرة (458 - 274 ق م)

#### الحملات الإيطالية الأولى (458 - 396 ق م)
كان الغرض وراء الحروب الرومانية الأولى هجومياً ودفاعياً في الآن ذاته، إذ كان يسعى لحماية روما من دُويلات المدن المحيطة بها مع توسيع مساحة نفوذها بالآن ذاته. في البداية كانت تنقسم المدن المحيطة بروما إلى فئتين: قرى وبلدات لاتينية، وقبائل سابينيين قادمين من جبال الأبينيني البعيدة. واحدةً تلو الأخرى، تغلَّبت روما على كافة مُدن اللاتينيين المحليين والسابينيين المهاجرين على حدِّ سواء، وهي مدنٌ كانت تابعةً آنذاك أو في الماضي لحُكم الحضارة الإتروسكانية. هزمت روما المدن اللاتينية في معركة بحيرة ريجيلوس سنة 496 ق م، وفي معركة جبل ألغيدوس سنة سنة 458 ق م، ومعركة كوبيون سنة 446 ق م، ومعركة أريشيا، ومدينة إتروسكانية في معركة كريميرا سنة 477 ق م.
بنهاية هذه الفترة، تمكَّنت روما من استكمال ضمِّ المدن الإتروسكانية واللاتينية المحيطة بها تماماً، وبالتالي فقد أمَّنت نفسها ضد التهديدات المحيطة بها من جميع المدن المجاورة.

#### غزو إيطاليا السلتي (390 - 387 ق م)
بدأت قبائل غالية عديدة في سنة 390 ق م بدخول إيطاليا غازيةً عبر الشمال، بفعل تمدُّد حضارتها الطبيعي في أوروبا. وقد أدرك الرومان هذا التهديد على وجه الخصوص عندما أقدمت قبيلة غالية على احتلال مدينتين إتروسكانيَّتين في الشمال. لم تكن هاتان المدينتان بعيدَتين عن نطاق تأثير روما السياسي، وعندما شهدتا أعداد الغزاة وقوَّتهم، سارعتا إلى طلب المَدد من روما. التقى الرُّومان مع الغزاة الغاليِّين بمعركة عنيفة في وقتٍ ما بين عامي 390 و387 ق م تُدعَى معركة نهر آليا. كانت نتيجة المعركة نصراً ساحقاً للغاليين بقيادة زعيمهم برينوس على 15,000 جندي روماني، واستمرَّت جيوشُهم بمطاردة الرومان المهزومين حتى وصلوا العاصمة روما نفسها، فنهبوا المدينة ودمَّروها. بعد هذا الغزو، ظلَّ هناك عداءٌ على صورة حروبٍ وصراعات بين الرومان والغاليين لأكثر من قرنين من الزمن.

#### توسُّعات روما في إيطاليا (343 - 282 ق م)
استعادت روما قوَّتها وازدهارها بسرعة شديدة بعد نهب المدينة، وعادَت بعد ذلك مباشرةً لاستئناف توسُّعاتها عبر إيطاليا. بدأ الأمر بالحرب السامنية الأولى، التي انتهت على وجه السُّرعة بين عامي 343 و341 ق م، ونتج عنها انتصار جيوش الرومان في معركتين متتاليَتين، إلا أنَّهم اضطروا للتراجُع قبل انتهاء الحرب نتيجة تمرُّد بعض حلفاء روما اللاتينيين عليها. انتصر الرومان على اللاتين المتدمرين في معركتين أخرى ين، ونجحوا بإلزام جميع المُدن اللاتينية بالخضوع لسلطة روما.

## الثقافة

### الملابس
كانت الغلالة ذات الطراز اليوناني الملابس الرومانية الأساسية، وصل طولها إلى الركبة مع أكمام قصيرة (أو دون أكمام) لدى الرجال والصبية، ووصل إلى الكاحل لدى النساء والفتيات مع أكمام طويلة. كانت التوجة رومانية بامتياز. ساد اعتقاد بأن بداية ارتدائها كانت خلال الفترة الرومانية المبكرة، باعتبارها «ملحف الراعي» المصنوع من الصوف، والذي يرتديه كلا الجنسين وجميع الطبقات الاجتماعية وأصحاب جميع المهن بمن فيهم من عملوا في الجيش. منذ منتصف فترة الجمهورية وحتى آخرها، تخلت النساء عن ارتدائها لصالح الستولا الأصغر حجمًا وذات الأسلوب اليوناني، ليستخدمها أفراد الجيش فقط خلال الاحتفالات خارج الخدمة. أصبحت التوجة علامة للذكور من المواطنين وبيانًا للدرجة الاجتماعية. أملى التقليد أيضًا نوع ولون وأسلوب الكالساي (حذاء يصل للكاحل) المناسب لكل مستوى من مستويات الذكور في المجتمع، فقد كان الأحمر لأعضاء مجلس الشيوخ والبني مع مشابك معدنية هلالية الشكل للإكوايتس والمدبوغة بلون واحد للعامة.
ارتدى أعضاء مجلس الشيوخ التوجة الأنصع بياضًا والأكبر حجمًا. كان يحق للقضاة من ذوي الرتب العالية والكهنة وأولاد المواطنين ارتداء توجة برايتيكستا ذات الحدود أرجوانية. ارتدى الجنرال المنتصر التوجة بيكتا ذات اللون الأرجواني المطرز بالذهب، ارتباطًا مع صورة جوبيتر وملوك الرومان السابقين، لكن فقط ليوم واحد، وفي نفس الوقت عززت الأعراف الجمهورية العرض التنافسي وحاولت احتواءه، للحفاظ على أقل قدر من المساواة النظرية بين الأقران، والحد من التهديدات المحتملة الناتجة عن الحسد الطبقي. مع ذلك، كانت التوجة غير عملية للأنشطة البدنية بخلاف الجلوس في المسرح والخطابة العامة وحضور التحية («جلسات التحية») للرعاة الأغنياء. يبدو أن معظم المواطنين الرومان، خاصة الطبقة الدنيا من العامة، قد اختاروا ملابس أكثر راحة وعملية مثل الغلالة والمعاطف الفضفاضة.
كانت الملابس الفاخرة والملونة متاحة دائمًا لأولئك الذين يستطيعون تحمل تكاليفها، وخصوصًا نساء الطبقات المرفهة. هناك دليل مادي على القماش المصنوع من الذهب (لامي) والذي يعود لوقت مبكر من القرن السابع. بحلول القرن السابع عشر استوردت كميات كبيرة من الحرير الخام من الصين. أُلغي قانون أوبيا (2015)، الذي كان يقيد الإنفاق الشخصي على الكماليات مثل الملابس الأرجوانية في عام 195، بعد احتجاج جماهيري عام من قبل النساء الرومانيات الثريات. كان الأرجوان الصوري، باعتباره لونًا مقدسًا، محجوزًا لأطراف التوجة برايتكستا وللتوجة بيكتا ذات اللون الأرجواني، لكن في نهاية فترة الجمهورية ارتدى فيريس سيئ السمعة باليوم باللون الأرجواني في كل حفلاته الليلية، قبل فترة وجيزة من محاكمته بالعار والنفي والفساد.
كانت كلفة حتى أبسط وأرخص الملابس الكتانية أو الصوفية بالنسبة لمعظم الرومان، باهظة الثمن. مُررت الملابس البالية على السلم الاجتماعي حتى تحولت إلى خرق، وهذه بدورها كانت تستخدم للترقيع. كان الصوف والكتان الدعامتان الرئيسيتان للملابس الرومانية، التي اعتبرها الأخلاقيون الرومان بسيطة ومقتصدة. وقد نصح ملاك الأراضي بأن العبيد الإناث غير المشغولات يجب أن ينتجن قماشا صوفيًا محليًا، جيدًا بما يكفي لملابس الطبقة الأفضل من العبيد أو المشرفين. أوصى كاتو الأكبر بمنح العبيد عباءة وغلالة جديدة كل سنتين، ومن المحتمل أن يكون النسيج المحلي الريفي الخشن «أفضل مما ينبغي» بالنسبة للطبقة الدنيا من العبيد، ولكنه ليس جيدًا بالقدر الكافي بالنسبة لأسيادهم. بالنسبة لمعظم النساء، كان تزيين وتمشيط وغزل ونسج الصوف جزءًا من التدبير المنزلي اليومي، سواء للاستخدام الأسري أو للبيع. في الأسر التقليدية والثرية توضع سلال ومغازل وأنوال الأسرة في منطقة الاستقبال شبه العامة (الأتريوم)، حيث يمكن لربة المنزل وعائلتها إثبات صناعتهم وتدبيرهم، وهو نشاط رمزي وأخلاقي إلى حد كبير لأولئك الذين ينتمون لطبقتهم، بدلًا من الضرورة العملية.
مع استمرار الجمهورية، زادت تجارتها وأراضيها وثرواتها. ندد المحافظون الرومان بالتآكل الواضح للفوارق التقليدية في اللباس الطبقي، وزيادة شهية الرومان للأقمشة الفاخرة والأساليب الغربية «الأجنبية» بين جميع الطبقات بما في ذلك طبقاتهم. مع اقتراب نهاية الجمهورية، احتج الكاتو الأصغر المتمسك بالتقليدية المتطرفة، علنًا على جشع وطموح أقرانه المتغطرسين وغرقهم في الملذات وفقدان «الفضائل الرجولية» للجمهوريين، بارتدائه توجة صوفية داكنة و«رخيصة» دون غلالة أو حذاء.

### الغذاء والطعام
تعوق الدراسة الحديثة للعادات الغذائية خلال الجمهورية عوامل مختلفة. صمد عدد قليل من الكتابات، ولأن المكونات المختلفة لنظامهم الغذائي عرضة بشكل كبير أو قليل للحفظ، فلا يمكن الاعتماد على السجل الأثري. يتضمن كتاب كاتو الأكبر «الثقافة الزراعية» العديد من الوصفات ويقترح «حصص للأيدي». شملت قائمة المكونات كلًا من الجبن والعسل وبذور الخشخاش والكزبرة والشمر والكمون والبيض والزينون وأوراق الغار وأغصانه واليانسون. يقدم تعليمات لعجن الخبز وصنع العصيدة وكعكة الخلاص والمحاليل الملحية والنبيذ المتنوع وحفظ العدس وزراعة الهليون ومعالجة لحم الخنزير وتسمين الإوز والفراخ. يذكر الشاعر الروماني هوراس الزيتون، وهو نوع آخر مفضل لدى الرومان، مشيرًا إلى نظامه الغذائي الذي يصفه بأنه بسيط جدًا: «أما بالنسبة لي، يؤمن الزيتون والهندباء والخبازة الملساء التغذية». كانت اللحوم والأسماك والمحاصيل جزءًا من النظام الغذائي الروماني في كل مستوياته الاجتماعية.
قدر الرومان قيمة الفاكهة الطازجة وكان لديهم مجموعة واسعة من الأصناف المتاحة. عُد النبيذ الشراب الأساسي واستُهلك في جميع الوجبات والمناسبات من قبل جميع الطبقات الاجتماعية ولم يكن مكلفًا للغاية. نصح كاتو بتخفيض حصصه إلى النصف لحفظ النبيذ للقوى العاملة. استُهلكت العديد من أنواع المشروبات التي تتضمن العنب والعسل، وكان الشرب على معدة فارغة يُعتبر أمرًا فظًا وعلامة مؤكدة لإدمان الكحول، وكانت آثارها الجسدية والنفسية متعبة وهي معروفة لدى الرومان. استُخدمت اتهامات ادمان الكحول لتشويه سمعة المنافسين السياسيين، وكان من بين مدمني الكحول البارزين ماركوس انطونيوس وابن شيشرون ماركوس (شيشرون الأصغر)، حتى أن كاتو الأصغر كان معروفًا بكونه مدمنًا على الكحول.